# アルロン (小惑星)
アルロン (1717 Arlon) は、小惑星帯の小惑星である。シルヴァン・アランがウックルのベルギー王立天文台で発見した。
ベルギーの都市アルロンに因んで名付けられた。
2005年12月から2006年1月にかけて行われた光度曲線観測によって衛星が発見された。衛星の直径はまだ不明で、16kmほど離れた軌道を18.236時間の周期で公転している。